# 松源崇嶽
松源崇嶽（しょうげん すうがく）は、南宋時代の僧で臨済宗虎丘派に属する。その法系は松源派として知られる。

## 生涯
紹興2年（1132年）に現在の浙江省南部に当たる処州龍泉で生まれる。俗姓は呉。23歳の時に大明寺で受戒した。霊石妙、大慧宗杲、応庵曇華に参禅し、隆興2年（1163年）には臨安西湖の白蓮精舎で得度する。さらに乾元寺の木庵安永に参禅。衢州西山の密庵咸傑の法を嗣ぎ、曹源道生、破庵祖先と共に密庵下の三傑と呼ばれる。平江府陽山の澂照禅院、江陰軍君山の報恩光考寺、無為軍治父山の実際禅院、饒州の薦福禅院、明州香山の智度禅院、平江府虎丘山の雲巌禅院を経て臨安霊隠寺の住持となった。その後所在地不明の顕親報慈寺の開山となっている。
嘉泰2年8月4日（1202年8月22日）、霊隠寺で示寂。語録として松源和尚語録が編まれている。法嗣に無明慧性、滅翁文礼、掩室善開、運庵普巌や無得覚通がおり、多くの日本僧もその法を嗣いで現在に至っている。